# بولين كوب
بولين كوب (بالإنجليزية: Pauline Cope)‏ هي لاعبة كرة قدم بريطانية، ولدت في 16 فبراير 1969 في لامبيث في المملكة المتحدة. شاركت مع منتخب إنجلترا لكرة القدم للسيدات. أما مع النوادي، فقد لعبت مع نادي أرسنال للسيدات.

## وصلات خارجية
- بولين كوب على موقع الاتحاد الدولي (مؤرشف)  (الإنجليزية)
- بولين كوب على موقع قاعدة بيانات كرة القدم.إي يو (الإنجليزية)